# Auriglobus modestus
Auriglobus modestus är en fiskart som först beskrevs av Pieter Bleeker 1851.  Auriglobus modestus ingår i släktet Auriglobus och familjen blåsfiskar. IUCN kategoriserar arten globalt som livskraftig. Inga underarter finns listade.